# ميامي مارلينز
فريق ميامي مارلينز (بالإنجليزية: Miami Marlins)‏ هو فريق كرة قاعدة أمريكي مقره في مدينة ميامي في ولاية فلوريدا. وينافس في دوري كرة القاعدة الرئيسي (م ل ب) في القسم الشرقي من الدوري الوطني. ويلعب الفريق المباريات على أرضه في ملعب مارلينز بارك.
بدأ الفريق اللعب في موسم 1993 باسم فلوريدا مارلينز وكان يلعب مبارياته على أرضه على ما كان يُطلق عليه ملعب جو روبي حتى نهاية موسم 2012 مشاركة مع فريق ميامي دولفين. 
ظفر الفريق بالفوز ببطولة العالم في جميع المواسم التي تأهل بها إلى التصفيات النهائية، بعد أن فاز ببطولة العالم في موسم 1997 و 2003. كما تميز بكونه النادي الوحيد في البطولات الرياضية المحترفة الأربع الكبرى في أمريكا الشمالية (دوري كرة القاعدة، دوري كرة السلة، دوري كرة القدم الأمريكية، دوري الهوكي) التي لم يخسر أي جولة فاصلة. هزم كليفلاند إنديانز بطل الدوري الأمريكي في بطولة العالم لعام 1997. وفي موسم 2003 تغلب على نيويورك يانكيز بأربع مباريات إلى اثنتين في بطولة العالم 2003.